# Le Bousquet
Le Bousquet è un comune francese di 51 abitanti situato nel dipartimento dell'Aude nella regione dell'Occitania.

## Società

### Evoluzione demografica
Abitanti censiti